# 조일재
조일재(1920년 4월 16일~1965년 9월 19일)은 대한민국의 정치인이다. 제4·5대 국회의원을 지냈다.

## 역대 선거 결과
|  | 52.51% |

|  | 28.61% |

|  | 17.07% |